# Lớp tàu khu trục J, K và N
Lớp tàu khu trục J, K và N là một lớp bao gồm 24 tàu khu trục được Hải quân Hoàng gia Anh Quốc hạ thủy vào năm 1938. Sau khi lớp Tribal dẫn trước nhấn mạnh về vũ khí hải pháo hơn là ngư lôi, chúng quay trở lại thiết kế tàu nhỏ hơn với dàn vũ khí ngư lôi mạnh hơn. Chúng được chế tạo thành ba chi hạm đội, mỗi nhóm bao gồm tám tàu với tên được bắt đầu bằng các ký tự "J", "K" và "N". Ký tự dẫn đầu của ký hiệu lườn tàu được thay đổi từ "F" sang "G" vào năm 1940. Trong Chiến tranh Thế giới thứ hai, chúng được cải biến liên tục, đặc biệt là vũ khí phòng không, cũng như được trang bị thêm radar. Là những tàu khu trục mạnh mẽ và hiện đại nhất của Hải quân Hoàng gia vào lúc chiến tranh nổ ra, chúng được sử dụng rộng rãi, và kết quả là phải chịu tổn thất rất cao, với sáu chiếc lớp J, sáu chiếc lớp K và một chiếc lớp N bị mất trong tổng số 24 chiếc được chế tạo.

## Lịch sử thiết kế
Thiết kế dự định dành cho lớp J là một sự tiếp nối nhỏ hơn so với lớp Tribal dẫn trước, tích hợp một ý tưởng mới khác biệt đáng kể so với mọi thiết kế tàu khu trục trước đây của Hải quân Hoàng gia; đó là việc áp dụng cách sắp xếp hai phòng nồi hơi. Điều này giúp làm giảm bớt chiều dài lườn tàu và cho phép có một ống khói duy nhất, cả hai làm giảm hình bóng và cải thiện góc bắn của vũ khí phòng không hạng nhẹ. Tuy nhiên, điều này cũng làm gia tăng sự mong manh, khi giờ đây có hai ngăn lớn nối tiếp nhau với hậu quả về nguy cơ một phát trúng đích chính xác sẽ làm ngập nước cả hai và làm mất toàn bộ động lực cung cấp từ nồi hơi. Việc này cũng minh họa phần nào quan điểm của Bộ Hải quân Anh về bản chất có thể bị tiêu hao của tàu khu trục. Tất nhiên là điều này trái ngược với cấu hình 3 phòng nồi hơi được sử dụng bắt đầu từ lớp tàu khu trục F vào đầu những năm 1930. Những chiếc ban đầu còn có xu hướng sử dụng hai phòng nồi hơi, vẫn là một sự cải tiến lớn so với một phòng nồi hơi. Cho dù thế nào, tàu khu trục là những con tàu nhanh với vỏ giáp mỏng, chiến đấu để sống sót dựa vào sự lẩn tránh không để bị đánh trúng. Xác suất một cú đánh trúng duy nhất đúng chỗ để có thể đồng thời loại bỏ cả hai phòng nồi hơi được xem là thấp, đủ để liều lĩnh chấp nhận nhằm đánh đổi các lợi ích của cách sắp xếp hai phòng nồi hơi.

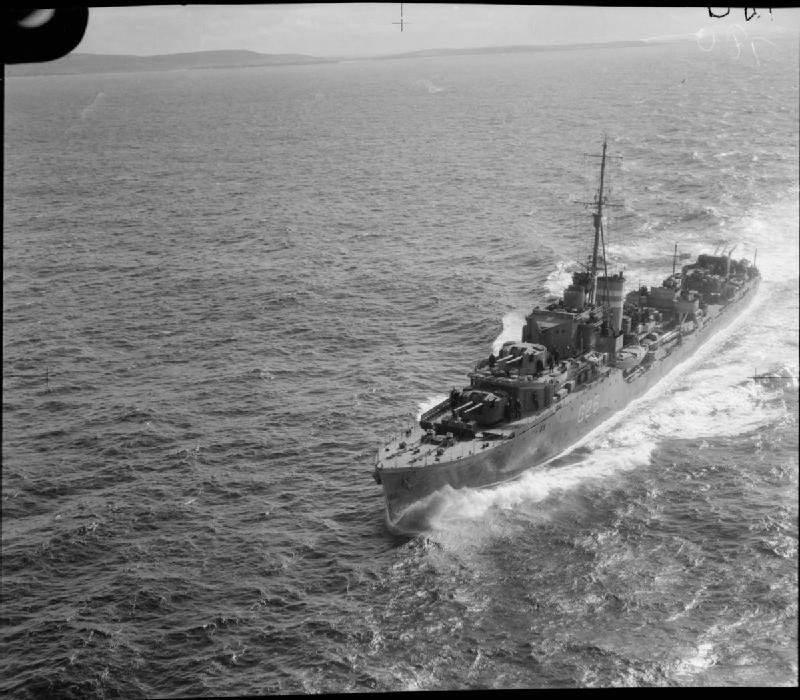
trên đường đi

Một tiến bộ đáng kể trong kỹ thuật chế tạo được nhà kiến trúc hải quân Albert Percy Cole phát triển. Thay cho các đoạn khung ngang chắc chắn một cách không cần thiết, nhưng được kết nối bởi các trục dọc yếu, Cole đã thiết kế các khung dọc thật chắc chắn và các khung ngang yếu hơn. Một tiến triển khác là thay đổi thiết kế mũi tàu, khác biệt so với lớp Tribal dẫn trước. Hình dáng mũi tàu dạng cắt được thay bằng một mũi tàu thắng đứng và tăng độ dốc đứng. Thay đổi này không thành công, vì các con tàu bị ướt nước nhiều phía trước. Khuyết điểm này được sửa lại kể từ lớp S trở đi bằng cách quay lại kiểu dáng trước đó.
Cho dù có sự mong manh của cách sắp xếp hai phòng nồi hơi, thiết kế này tỏ ra gọn gàng, vững chắc và rất thành công, hình thành nên thiết kế căn bản cho mọi tàu khu trục của Hải quân Hoàng gia bắt đầu từ lớp O cho đến chiếc cuối cùng của lớp C vào năm 1943-1945.
Vũ khí trang bị được dựa trên những chiếc lớp Tribal, nhưng thay thế một khẩu đội QF 4,7 inch (120 mm) Mark XII (L/45) nòng đôi trên bệ CP Mk.XIX bởi một dàn ống phóng ngư lôi tăng cường. Bệ CP Mk.XIX có khả năng nâng đến góc 40° và xoay được 340°. Điểm kỳ quặc là bệ pháo ‘X’ được đặt tại vị trí với góc khuất 20° về phía đuôi, thay vì một vị trí chuyển ra phía trước hợp lý hơn, nơi góc bắn cũng bị che khuất bởi cầu tàu và cột ăn-ten. Với dàn ống phóng ngư lôi gồm 5 ống, giờ đây có thể mang theo 10 ngư lôi 21 inch (530 mm) Mark IX. Hỏa lực phòng không được giữ nguyên, bao gồm một khẩu đội QF 2 pounder Mark VIII "pom-pom" bốn nòng trên bệ Mk.VII cùng một cặp súng máy Vickers 0,5 inch bốn nòng; và trong chiến tranh còn được tăng cường thêm bằng cách thay thế súng máy bốn nòng bằng pháo tự động Oerlikon 20 mm. Các con tàu này, khi hoàn tất, có một dàn hỏa lực phòng không tầm gần khá mạnh mẽ so với các tàu khu trục đương thời. Cách sắp xếp hệ thống kiểm soát hỏa lực cũng khác biệt so với lớp Tribal, và bộ điều khiển góc cao (HA) dành riêng không được trang bị, thay vào đó chỉ có một máy đo tầm xa 12 ft (3,7 m) được bố trí phía sau tháp điều khiển hỏa lực. Trong trường hợp này, máy đo tầm xa được cải biến đáng kể để điều khiển dàn pháo chính cho hỏa lực phòng không; các con tàu này được trang bị Đồng hồ Hẹn giờ Kíp nổ như Máy tính Kiểm soát Hỏa lực Góc cao.
Lớp N được đặt hàng vào năm 1940 như là sự lặp lại của thiết kế lớp J, sau khi có những sự trì hoãn và chi phí cao liên quan với lớp L và M lớn hơn và phức tạp hơn. Thay đổi duy nhất đối với thiết kế là dời chỗ bệ pháo 'X' 4,7 inch đến một vị trí hợp lý hơn, với góc khuất 20° hướng về phía trước. Trong khi chế tạo, các cải biến ban đầu trong chiến tranh tương tự như với lớp J và K được áp dụng, với một cặp súng máy 0,5 inch nòng đôi vận hành bằng điện được bố trí trên sàn sau trong một thời gian ngắn trước khi được thay thế bởi pháo Oerlikon 20 mm.

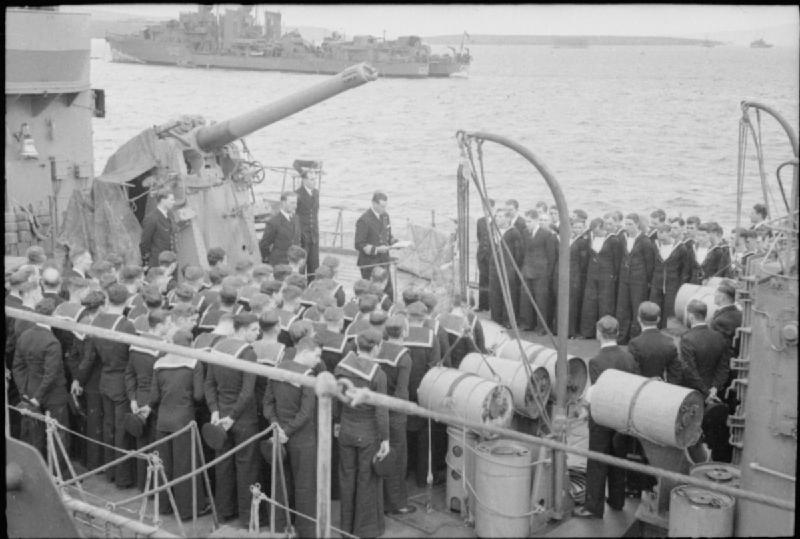
Sinh hoạt tôn giáo trên chiếc HMS Javelin, tháng 8 năm 1940. Lưu ý khẩu pháo QF 4-inch Mk V phòng không ở góc trên bên trái và các quả mìn sâu ở góc dưới bên phải

## Cải biến
Trong năm 1940 và 1941, để cải thiện khả năng phòng không, mọi con tàu đều được tháo dỡ dàn ống phóng ngư lôi phía sau, thay thế bằng một khẩu QF 4 inch (100 mm) QF Mark V nòng đơn trên bệ HA Mark III. Các khẩu súng máy 0,5 inch (13 mm) nhiều nòng tương đối không hiệu quả được thay bằng một khẩu Oerlikon 20 mm nòng đơn, rồi tăng cường thêm một cặp bố trí ngang với bệ đèn pha giữa tàu. Thiết bị quét mìn cao tốc dành cho tàu khu trục được thay thế bằng một đường ray và hai máy máy ném mìn sâu, với 45 quả mìn được mang theo. Một bộ radar cảnh báo trên không Kiểu 286 được bổ sung trên cột ăn-ten trước, cùng một bộ radar kiểm soát hỏa lực Kiểu 285 đặt trên bệ kiểm soát hỏa lực góc cao.
Vào năm 1942, khẩu pháo QF 4 inch phòng không được tháo dỡ để trang bị lại dàn ống phóng ngư lôi trên mọi con tàu còn sống sót. Các khẩu Oerlikon 20 mm được thay bằng kiểu nòng đôi, ngoại trừ những khẩu trên sàn sau; và radar Kiểu 291 thay thế cho Kiểu 286. Jervis, Kelvin, Nerissa và Norman thay thế đèn pha bằng radar bước sóng xen-ti mét chỉ định mục tiêu Kiểu 271; trong khi Javelin và Kimberley có radar Kiểu 272 nhẹ hơn bố trí trên thân cột ăn-ten trước. Napier, Nizam cùng Norseman, và sau đó là Norman, có radar SG1 Radar của Hoa Kỳ đặt trên đỉnh cột ăn-ten trước kiểu mới dạng lưới. Norman thay thế bộ radar Kiểu 271 bằng một khẩu Bofors 40 mm nòng đơn. Cho đến khi chiến tranh kết thúc, những chiếc lớp J và K còn sống sót có một cột ăn-ten dạng lưới, với radar chỉ định mục tiêu Kiểu 293 ở giữa thân và radar cảnh báo trên không Kiểu 291 trên đỉnh.

## Những chiếc trong lớp
- ‡ = soái hạm khu trục

### Lớp J
| Tàu                                | Đặt lườn             | Hạ thủy              | Hoạt động           | Số phận                                                                                  |
| ---------------------------------- | -------------------- | -------------------- | ------------------- | ---------------------------------------------------------------------------------------- |
| HMS Jervis (F00) ‡                 | 26 tháng 8 năm 1937  | 9 tháng 9 năm 1938   | 12 tháng 5 năm 1939 | Bán để tháo dỡ 1949                                                                      |
| HMS Jackal (F22)                   | 24 tháng 9 năm 1937  | 25 tháng 10 năm 1938 | 31 tháng 3 năm 1939 | Trúng bom ngoài khơi Mersa Matruh, 11 tháng 5 năm 1942, bị Jervis đánh đắm ngày hôm sau  |
| HMS Jaguar (F34)                   | 25 tháng 11 năm 1937 | 22 tháng 11 năm 1938 | 12 tháng 9 năm 1939 | Đắm do trúng ngư lôi từ tàu ngầm U-boat Đức U-652 ngoài khơi Sollum, 26 tháng 3 năm 1942 |
| HMS Juno (F46) (nguyên Jamaica)    | 15 tháng 10 năm 1937 | 8 tháng 12 năm 1938  | 25 tháng 8 năm 1939 | Đắm do trúng bom phía Nam đảo Crete, 21 tháng 5 năm 1941                                 |
| HMS Janus (F53)                    | 29 tháng 9 năm 1937  | 11 tháng 10 năm 1938 | 5 tháng 8 năm 1939  | Đắm do trúng ngư lôi từ máy bay Đức ngoài khơi Anzio, 23 tháng 1 năm 1944                |
| HMS Javelin (F61) (nguyên Kashmir) | 11 tháng 10 năm 1937 | 21 tháng 12 năm 1938 | 10 tháng 6 năm 1939 | Bán để tháo dỡ, 1949                                                                     |
| HMS Jersey (F72)                   | 1937                 | 26 tháng 9 năm 1938  | 28 tháng 4 năm 1939 | Trúng mìn ngoài khơi Valletta, 2 tháng 5 năm 1941, đắm hai ngày sau đó                   |
| HMS Jupiter (F85)                  | 28 tháng 9 năm 1937  | 27 tháng 10 năm 1938 | 25 tháng 6 năm 1939 | Trúng mìn trong trận chiến biển Java, 27 tháng 2 năm 1942, đắm ngày hôm sau              |
| Jubilant                           | -                    | -                    | -                   | Đặt hàng tháng 3 năm 1937; hủy bỏ tháng 12 năm 1937                                      |

### Lớp K
| Tàu                                | Đặt lườn             | Hạ thủy              | Hoạt động            | Số phận |
| ---------------------------------- | -------------------- | -------------------- | -------------------- | --- |
| HMS Kelly (F01) ‡                  | 26 tháng 8 năm 1937  | 25 tháng 10 năm 1938 | 23 tháng 8 năm 1939  | Đắm do trúng bom phía Nam đảo Crete, 23 tháng 5 năm 1941 |
| HMS Kandahar (F28)                 | 18 tháng 1 năm 1938  | 21 tháng 3 năm 1939  | 10 tháng 10 năm 1939 | Trúng mìn ngoài khơi Tripoli, 19 tháng 12 năm 1941; bị Jaguar đánh đắm ngày hôm sau                                                                            |
| HMS Kashmir (F12) (nguyên Javelin) | 18 tháng 11 năm 1937 | 4 tháng 4 năm 1939   | 26 tháng 10 năm 1939 | Đắm do trúng bom phía Nam đảo Crete, 23 tháng 5 năm 1941 |
| HMS Kelvin (F37)                   | 5 tháng 10 năm 1937  | 19 tháng 1 năm 1939  | 27 tháng 11 năm 1939 | Bán để tháo dỡ 1949 |
| HMS Khartoum (F45)                 | 27 tháng 10 năm 1937 | 6 tháng 2 năm 1939   | 6 tháng 11 năm 1939  | Đắm trong cảng Perim do nổ hầm đạn phía sau, 23 tháng 6 năm 1940                                                                                               |
| HMS Kimberley (F50)                | 17 tháng 1 năm 1938  | 1 tháng 6 năm 1939   | 21 tháng 2 năm 1940  | Bán để tháo dỡ, 1949 |
| HMS Kingston (F64)                 | 6 tháng 10 năm 1937  | 9 tháng 1 năm 1939   | 14 tháng 9 năm 1939  | Hư hại nặng trong trận Sirte thứ hai, 22 tháng 3 năm 1942; trúng bom trong ụ tàu tại Valletta, 11 tháng 4 năm 1942. Loại bỏ và sử dụng như tàu ụ cản tại Malta |
| HMS Kipling (F91)                  | 26 tháng 10 năm 1937 | 19 tháng 1 năm 1939  | 22 tháng 12 năm 1939 | Trúng bom ngoài khơi Mersa Matruh, 11 tháng 5 năm 1942 |

### Lớp N-class
Ghi chú: Các tàu khu trục lớp N của Hải quân Hoàng gia Australia được nhập biên chế Australia và có thủy thủ đoàn người Australia, nhưng thuộc quyền sở hữu của chính phủ Anh.
| Tàu                                | Đặt lườn                  | Hạ thủy                   | Hoạt động                 | Số phận |
| Hải quân Hoàng gia Hà Lan          | Hải quân Hoàng gia Hà Lan | Hải quân Hoàng gia Hà Lan | Hải quân Hoàng gia Hà Lan | Hải quân Hoàng gia Hà Lan |
| ---------------------------------- | ------------------------- | ------------------------- | ------------------------- | --- |
| HMS Noble (G84)                    | 10 tháng 7 năm 1939       | 17 tháng 4 năm 1941       | 20 tháng 2 năm 1942       | Chuyển cho Hà Lan như là chiếc Van Galen, 1942. Bán để tháo dỡ, 1957                                                         |
| HMS Nonpareil (G16)                | 22 tháng 5 năm 1940       | 25 tháng 6 năm 1941       | 30 tháng 10 năm 1942      | Chuyển cho Hà Lan như là chiếc Tjerk Hiddes, 1942. Chuyển cho Indonesia như là chiếc Gadjah Mada, 1951. Bán để tháo dỡ, 1961 |
| Hải quân Úc                        |                           |                           |                           | |
| HMAS Napier (G97) ‡                | 26 tháng 7 năm 1939       | 22 tháng 5 năm 1940       | 11 tháng 12 năm 1940      | Bán để tháo dỡ, 1945 |
| HMAS Nestor (G02)                  | 26 tháng 7 năm 1939       | 9 tháng 7 năm 1940        | 12 tháng 2 năm 1941       | Trúng bom của máy bay Ý, 15 tháng 6 năm 1942; bị mìn sâu của Javelin đánh đắm                                                |
| HMAS Nizam (G38)                   | 27 tháng 7 năm 1939       | 4 tháng 7 năm 1940        | 19 tháng 12 năm 1940      | Bán để tháo dỡ, 1955 |
| HMAS Norman (G49)                  | 27 tháng 7 năm 1939       | 30 tháng 10 năm 1940      | 29 tháng 9 năm 1941       | Bán để tháo dỡ, 1958 |
| HMAS Nepal (G25) (nguyên Norseman) | 9 tháng 9 năm 1939        | 4 tháng 12 năm 1941       | 29 tháng 5 năm 1942       | Bán để tháo dỡ, 1955 |
| Hải quân Ba Lan                    |                           |                           |                           | |
| HMS Nerissa (G65)                  | 26 tháng 7 năm 1939       | 7 tháng 5 năm 1940        | 12 tháng 2 năm 1941       | Chuyển cho Ba Lan như là chiếc Piorun, 1940; hoàn trả như là chiếc HMS Noble, 1946; bán để tháo dỡ, 1955                     |